# パパ・ウェンバ
パパ・ウェンバ（Papa Wemba、1949年6月14日 - 2016年4月24日）は、ベルギー領コンゴ（ザイール、コンゴ民主共和国）出身のミュージシャン。

## 来歴
1969年、コンゴ民主共和国（当時はザイール）・キンシャサにて、Zaiko Langa Langa（ザイコ・ランガ・ランガ）の結成に参加。このバンドはキューバ音楽の影響を残していたフランコ&OKジャズ、タブ・レイ・ロシュロー、ドクトゥール・ニコなどの第二世代に対し、ロックの影響を受けた第三世代として、新しいリンガラ・ミュージック（スークース）を始めたと評され、一躍国民的な人気者となる。
1974年、Isifi Lokole（イシフィ・ロコレ）を結成。
1975年、Yoka Lokole（ヨカ・ロコレ）を結成。
1977年、自らのバンド、Viva La Musica（ヴィヴァ・ラ・ムジカ）を結成。このバンドは、才能に恵まれているが、まだ知られていない若いアーティストを中心にメンバーを構成した。すぐにヒット曲を連発して、若い世代を中心に圧倒的な支持を得る。また、映画にも主演して、幅広い活動を続けた。
1986年、活動の中心をパリに移し、ワールド・ミュージック・ブームの仕掛け人と言われたフランス人プロデューサー、マルタン・メソニエが手掛けた、初めて世界中に向けたアルバム『Papa Wemba』を発売。ユッスー・ンドゥール、サリフ・ケイタと並び、アフリカ音楽シーンから世界へと進出して、その名を轟かせた。同年に初来日公演を行う。
1991年『Le Voyageur』、1995年『Emotion』、1998年『Molokai』と、ピーター・ガブリエルのレーベル「リアル・ワールド・レコード」から3枚のアルバムをリリースし、その後もヨーロッパを中心に世界とコンゴを股に掛けて活動。
2003年、コンゴ人のEUへの密入国に関与したとして有罪判決を受け、3年余り収監されていたが、2010年より音楽活動を再開。
2016年4月24日、コートジボワール・アビジャンの音楽祭の出演中に倒れ、死去。66歳没。

## ディスコグラフィ
- Papa Wemba discography（英語版）を参照。